# System Center Mobile Device Manager
System Center Mobile Device Manager (früher Mobile Device Manager 2008) ist eine Software-Lösung von Microsoft für das Mobile-Device-Management und die Softwareverteilung auf Mobiltelefonen und PDAs auf Basis von Windows Mobile, mit der Unternehmen eine größere Anzahl solcher Geräte verwalten können.
Der SCMDM integriert mobile Geräte wie PDAs und Smartphones in das Active Directory von Microsoft, dem Verzeichnisdienst von Microsoft. Dort werden die Benutzer der Mobilgeräte verwaltet. Die Software unterstützt Mobilgeräte auf Basis von Microsoft Windows Mobile ab Version 6.1.
Zum MDM-System gehören: ein Device-Management-Server, ein Enrollment Server und ein Gateway-Server. Dabei steht der Gateway-Server in der DMZ, während die anderen Server im Firmennetzwerk selbst stehen. Es gibt auch Lösungen, in denen der Gateway-Server ebenfalls im Firmennetzwerk steht. Diese gelten jedoch als nicht so sicher.

## Funktionsweise
Um ein Gerät zu authentifizieren, muss erst ein „enrollment password“ für dieses Gerät erstellt werden. Dieses Passwort wird nur ein einzelnes mal benötigt, wenn das Gerät sich zum ersten Mal an dem Firmennetzwerk anmelden möchte. Dazu soll im Gerät die E-Mail-Adresse der Firma eingegeben werden. Es wird dann automatisch über den Domänennamen nach dem Server gesucht. Zum Beispiel wird bei der Adresse: irgendeinbenutzermusterfirmenurl.de nach der Domäne „musterfirmenurl.de“ gesucht.
Nachdem ein Gerät an der Management-Console authentifiziert wurde, kann es sich über das Funknetz oder auch über Wi-Fi mit dem Gateway-Server verbinden. Diese VPN-Verbindung stellt eine End-To-End-Verbindung dar, worin der Datenstrom im Tunnel mit dem IPSec-Protokoll verschlüsselt wird. 
Von dem Mobilgerät aus kann sich der Benutzer nun jederzeit (wenn er sich im Funknetz befindet) mit der Firmendomäne verbinden. Die Berechtigungen für den Benutzer kann der Administrator im Active Directory über Organisational Units und GPOs setzen.

## Vorteile und Nachteile
Ein wesentlicher Vorteil ist die Möglichkeit der zentralen Verwaltung von Smartphones über das Active Directory und der MDM-Management Console. 
Da diese Verwaltungslösung sehr umfangreich ist, eignet sie sich wenig für kleine und mittelgroße Unternehmen.